# Benjamin Clavel
Benjamin Clavel est un réalisateur français, né à Paris en 1982.
Il réalise des courts et moyens-métrages ainsi que des films documentaires, dont Win-Win, Matrix : Génération, Le Monde selon Radiohead, Marie, dompteuse de crabe.

## Biographie

### Formation
Benjamin Clavel est né à Paris en 1982. Il est le frère de l'écrivain Fabien Clavel. Il a étudié à l'ENSAAMA puis à l'ENSAD. Diplômé de l'École Nationale Supérieure des Arts décoratifs de Paris en 2009, il réalise le moyen métrage Nouvelle Lune, sélectionné au Festival international du court-métrage de Clermont-Ferrand 2010.
En 2020, il reçoit le Grand Prix France au Mobile Film Festival pour Une Nouvelle Page.
Win-Win est récompensé en janvier 2022 par le Prix du Public pour un Scénario de court métrage au Festival d’Angers Premiers Plans et par la mention Spéciale du Prix du Court Métrage Politique de l'Assemblée nationale en 2024. Il est diffusé sur France 2 le 21 janvier 2024.
Benjamin Clavel enseigne à l'École Claude Mathieu.

### Films documentaires
Benjamin Clavel tourne le court métrage On The Rocks, coproduit par Dub Films en 2011, puis se lance dans son premier film documentaire, Nomad's Land qui suit durant un an une compagnie nomade de nouveau cirque.
Tout en poursuivant la réalisation de courts métrages, Benjamin Clavel explore le cinéma à travers des films documentaires : L’Architecture du vertige,,, qui porte sur la puissance narrative de l'architecture dans les films d’Alfred Hitchcock, Home Sweet Home qui ouvre les porte des maisons hantées du cinéma américain, Monsieur Malakian qui est consacré à Ashod Malakian alias Henri Verneuil, In The Mood for Melville qui traite de l’influence de Jean-Pierre Melville sur le Film Noir asiatique, Le Crime en héritage qui se penche sur les adaptations cinématographiques de l'œuvre d'Agatha Christie.
ll poursuit également son écriture personnelle entamée avec Nomad’s Land en réalisant en 2017 pour France 3 Marie, dompteuse de crabe qui brosse le portrait d’une jeune femme luttant contre le cancer avec force et panache.
Pour Arte, il réalise Le Monde selon Radiohead,,,  en 2019 et Matrix : Génération en 2023.

## Filmographie

### Auteur et réalisateur

#### Films documentaires
- 2014 : Nomad's Land[11],[24], co-réalisé avec Quentin Delaroche
- 2017 : Marie, dompteuse de crabe[18],[25],[26], co-réalisé avec Quentin Delaroche
- 2019 : Le Monde selon Radiohead[27],[28],[29],[30]
- 2023 : Matrix : Génération[31], co-écrit avec Julien Abadie et Jérôme Dittmar

#### Courts métrages
- 2007 : Le Chien[32],[33]
- 2009 : Nouvelle Lune[34],[35]
- 2011 : On The Rocks[36],[37]
- 2012 : Les Pieds sur Terre[38],[39],[40]
- 2020 : Une Nouvelle Page[41], co-réalisé avec Christabel Desbordes
- 2021 : Conscience tranquille[42], co-réalisé avec Christabel Desbordes
- 2023 : Win-Win[43], produit par Les Films Norfolk

### Réalisateur
- 2015 : L'Architecture du vertige[14],[44]
- 2015 : Home Sweet Home[45],[46]
- 2016 : Monsieur Malakian - Vie, mort et résurrection d’Henri Verneuil[15],[47]
- 2017 : In The Mood for Melville[16],[48],[49]
- 2017 : Alerte Rouge[50],[51]
- 2018 : Millennium : Legacy[52],[53],[54]
- 2018 : Make Horror Great Again[55],[56],[57]
- 2019 : Le Crime en héritage - Agatha Christie crève l'écran[17],[58]
- 2020 : Nouvelle Vague - Le Manga fait son évolution[59],[60]
- 2020 : Neill Blomkamp, futur immédiat[61],[62]
- 2020 : Simenon et l'affaire du cinéma[63]

### Producteur délégué
- 2018 : Millennium : Legacy[52],[53],[54]
- 2018 : Make Horror Great Again[55],[56],[57]
- 2019 : Initiales B.L. - Brigitte Lahaie, les sens de la vie[64],[65]
- 2019 : La Vie selon Stan[66],[67]
- 2019 : The King, L'Amérique de Stephen King[68],[69]
- 2019 : Le Crime en héritage - Agatha Christie crève l'écran[17],[58]
- 2020 : Nouvelle Vague - Le Manga fait son évolution[59],[60]
- 2020 : Neill Blomkamp, futur immédiat[61],[62]
- 2020 : Simenon et l'affaire du cinéma[63]

### Directeur de la photographie
- 2007 : Le Chien[32],[33]
- 2009 : Nouvelle Lune[34],[35]
- 2010 : Promesse[70],[71], réalisé par Jéro Yun
- 2011 : On The Rocks[36],[37]
- 2012 : Les Pieds sur Terre[38],[39],[40]
- 2014 : Nomad's Land[11],[24]
- 2017 : Marie, dompteuse de crabe[18],[25],[26]
- 2015 : L'Architecture du vertige[14],[44]
- 2015 : Home Sweet Home[45],[46]
- 2016 : Monsieur Malakian - Vie, mort et résurrection d’Henri Verneuil[15],[47]
- 2017 : In The Mood for Melville[16],[48],[49]
- 2017 : Alerte Rouge[50],[51]
- 2018 : Millennium : Legacy[52],[53],[54]
- 2018 : Make Horror Great Again[55],[56],[57]
- 2019 : Le Crime en héritage - Agatha Christie crève l'écran[17],[58]
- 2019 : The King, L'Amérique de Stephen King[68],[69]
- 2019 : Survivre[72], réalisé par Alexandre Pierrin
- 2020 : Nouvelle Vague - Le Manga fait son évolution[59],[60]
- 2020 : Neill Blomkamp, futur immédiat[61],[62]
- 2020 : Simenon et l'affaire du cinéma[63]
- 2020 : Une Nouvelle Page[41]
- 2021 : Conscience tranquille[42]

## Distinctions
- Meilleur scénario, Festival Okotoks, Canada, 2025 : Win-Win[73]
- Compétition officielle, Festival du Cinéma européen de Lille, 2025 : Win-Win[74]
- Mention Spéciale du jury, Festival du film court en Ille-et-Vilaine 2025 : Win-Win[75]
- Compétition officielle, ISFF de São Paulo, Brésil, 2024 : Win-Win[76]
- Mention Spéciale, Prix du Court Métrage Politique de l'Assemblée nationale 2024 : Win-Win[7]
- Compétition officielle, Off-Courts Trouville 2024 : Win-Win[77]
- Prix du Public pour un Scénario de court métrage au Festival d’Angers Premiers Plans 2022 : Win-Win[78]
- Grand Prix France, Mobile Film Festival, France, 2020 : Une Nouvelle Page[79],[80], co-réalisé avec Christabel Desbordes
- FIPADOC Festival international de documentaires, Biarritz, France, 2020 : Le Monde selon Radiohead[81]
- California Music Video Awards, San Francisco, USA, 2020 : The World according to Radiohead[82]
- Sunscreen Film Festival, Los Angeles, USA, 2019 : Le Monde selon Radiohead
- DokStation Music Documentary Film Festival, Roumanie, 2019 : Le Monde selon Radiohead[83]
- FIFAAC, Bordeaux, France, 2016 : L'Architecture du vertige
- Mostra Internacional Amazônia, Manaus, Brésil, 2015 : Nomad's Land, co-réalisé avec Quentin Delaroche
- NYC Independent Film Festival, New York, USA, 2015 : Nomad's Land, co-réalisé avec Quentin Delaroche
- Dada Saheb Phalke Film Festival, Inde, 2015 : Nomad's Land, co-réalisé avec Quentin Delaroche
- Le Train Bleu Award, Cinema On The Bayou, USA ,2015 : Nomad's Land, co-réalisé avec Quentin Delaroche
- Sunscreen Film Festival, Los Angeles, USA, 2014 : Nomad's Land, co-réalisé avec Quentin Delaroche
- Best Award Festival SESIFF de Séoul, Corée, 2012 : Les Pieds sur Terre[84]
- Prix du Meilleur Scénario Mobile Film Festival, Paris, France, 2012 : Les Pieds sur Terre
- Prix de la Meilleure Actrice Mobile Film Festival, Paris, France, 2013 : L'Orange des sables
- Meilleur Film - Festival des Très Courts (Travelling34), Paris, France, 2012 : Les Pieds sur Terre
- Festival international du court-métrage de Clermont-Ferrand, France, 2010 : Nouvelle Lune[4]
- Best Award Asiana Short Film Festival in Seoul, Corée, 2010 : Promesse de Jéro Yun